# Белмуж
Белмуж је традиционални специјалитет из планинских крајева југоисточне Србије, од Неготина, преко Сврљига, до Пирота. Прави се од младог овчјег и крављег сира и пројаног брашна. Белмуж се налази на листи нематеријалног културног наслеђа Србије.

## Назив
Према неким тумачењима, белмуж је добио име по белом сиру и по томе што су га чешће спремали мужеви, јер је за непрекидно окретање смесе у казану потребна јака мушка рука.

## Нематеријално културно наслеђе
Белмуж је у прошлости био свакодневна храна балканских пастира. Ово јело карактеристично је за области око Књажевца, Сврљига, Калне, Сокобање, Зајечара и Ниша. 
Ово једноставно пастирско јело карактеристичног укуса и начина припреме до данашњих дана је задржало ритуална и обичајна својства. Неизоставни је специјалитет на трпезама и данас, током многих традиционалних свечаности, а служи се и у већини ресторана у околини Старе планине. Одскора се нашао и на Листи нематеријалног културног наслеђа Републике Србије.
Од 2006. године у Сврљигу се, у част овог јела, одржава Белмужијада, традиционална привредно-туристичка и културна манифестација. Организује се првог викенда у августу месецу и траје три дана.

### Традиција
Ово пастирско јело део је и обичајне праксе, пре свега везане за Ђурђевдан. Његова припрема од млека добијеног након ритуално обављане муже оваца на Ђурђевдан, прве у тој години, је обавезан део прослављања празника и празничне трпезе. Припрема и употреба овог јела део је традиционалних занатских знања и вештина, али друштвених обичаја, ритуала и свечаних догађаја, у местима у источној и јужној Србији.
Сврљишки белмуж је заштићен ознаком географског порекла.
У време Ђурђевданских дана, један дан пре Ђурђевдана, у селима брдско планинског дела власотиначко-црнотравског краја, бере се цвеће, плету венци, прави белмуж и врши одлучивање јагњади. На Премлаз, јагањци су се одлучивали и почињала је мужа оваца и обавезно припремао белмуж, да овце и те године имају више млека. Када је готов, белмуж се служи на ливади или за совром. Тако се прослављао дан овчара – почетак муже оваца, која траје све до јесени.

## Састојци
Основни састојци белмужа су млади несољени сир, бело и кукурузно брашно и со. Сир не би требало да буде старији од два дана.

## Припрема и послуживање
Белмуж је најбоље кувати у казану. Сир се топи на лаганој ватри уз мешање док се растопи и почне да се кува. Затим се полако додаје брашно уз стално мешање. Кад се издвоји масноћа по ивици посуде, а смеса буде компактна белмуж је готов. Јело се сервира топло и доста је калорично.
Данас се ово јело служи и у кафанама и ресторанима широм Србије, а стари кулинарски мајстори кажу да најбоље иде уз кисело млеко.

### Оригинални рецепт
Оцеђена груда сира се посоли и ставља у бакрач на ватру уз стално мешање, док се не истопи у „пено”. Потом се скида са верига и оставља поред огњишта на загрејане камене плоче. У тако истопљен сир додаје се кукурузно брашно и стално меша „чурком” док се добро не „испече” и не пусти масло. Готово јело се служи топло.

## Нутритивна вредност
Белмуж је јело високе калоријске и хранљиве вредности. Као изузетно хранљиво и јако јело, обично спремао за доручак. Јели су га мушкарци, радници, пре одласка на поља на којима су радили напорне физичке послове. Због тога се најчешће описује као „Јело за цео дан”. Спрема се од што маснијег сира, односно сира са великим процентом млечне масти.